# Lybius
Lybius Hermann, 1783 è un genere di uccelli della famiglia dei Libiidi, presente esclusivamente nell'Africa sub-sahariana.

## Tassonomia
Sono note le seguenti specie:
- Lybius undatus (Rüppell, 1837) - barbetto fasciato;
- Lybius vieilloti (Leach, 1815) - barbetto di Vieillot;
- Lybius leucocephalus (de Filippi, 1853) - barbetto testabianca;
- Lybius chaplini S. Clarke, 1920 - barbetto di Chaplin;
- Lybius rubrifacies (Reichenow, 1892) - barbetto facciarossa;
- Lybius guifsobalito Hermann, 1783 - barbetto becconero;
- Lybius torquatus (Dumont, 1805) - barbetto dal collare;
- Lybius melanopterus (W. Peters, 1854) - barbetto bandabruna;
- Lybius minor (Cuvier, 1816) - barbetto dorsonero;
- Lybius bidentatus (Shaw, 1799) - barbetto dentato;
- Lybius dubius (J. F. Gmelin, 1788) - barbetto barbuto;
- Lybius rolleti (de Filippi, 1853) - barbetto pettonero.